# تسوموگی
تسوموگی (つむぎ) یا زیبای یونیفورم‌پوش: معلم، منو بغل کن! (制服美少女 先生あたしを抱いて Seifuku bishōjo: Sensei atashi wo daite) (۲۰۰۴) یک فیلم صورتی ژاپنی به کارگردانی هیدکازو تاکاهارا و با بازی سولا آئویی است. این فیلم در ژوئیه ۲۰۰۹ به‌صورت دی‌وی‌دی در ایالات متحده منتشر شد.

## خلاصه داستان
تسوموگی، دختری که به معلمش علاقه دارد، متوجه می‌شود که او با معلم دیگری رابطه دارد. پس از آنکه تسوموگی موفق می‌شود توجه معلم را جلب کند، ماجرا پیچیده‌تر می‌شود، چرا که او به یک هم‌کلاسی نیز دل می‌بندد.

## بازیگران
- سولا آئویی... تسوموگی مییامائه
- ساتوشی کوبایاشی… کوشوکه یاناگی
- تاکاشی ناها… شینیچی کاتاگیری
- شیگرو ناکانو… آسُو
- چییوکو ساکاماچی… یوکو شیمازاکی

## جوایز
تسوموگی به‌عنوان چهارمین فیلم برتر صورتی سال ۲۰۰۴ در «جوایز آکادمی فیلم صورتی»، یعنی گرند پری صورتی، انتخاب شد. سولا آئویی نیز در این مراسم، به‌خاطر بازی در این فیلم، جایزه «بهترین بازیگر تازه‌وارد» را دریافت کرد.

## دسترسی
این فیلم نخستین‌بار در تاریخ ۲۷ ژوئیه ۲۰۰۴ به‌صورت سینمایی در ژاپن اکران شد. شرکت پینک‌ایگا نسخه دی‌وی‌دی این فیلم را در ایالات متحده در تاریخ ۱ ژوئیه ۲۰۰۹ در دو نسخه، استاندارد و نسخه ویژه منتشر کرد. نسخه ویژه شامل پشت‌صحنه، مصاحبه با سولا آئویی، کلیپ‌های موسیقی و صدای فراگیر ۵٫۱ کاناله است.